# Топольное (Крым)
Топольное (укр. Топольне, крымскотат. Topolnoye, Топольное) — село в Симферопольском районе Республики Крым, входит в состав Перовского сельского поселения (согласно административно-территориальному делению Украины — Перовского сельского совета Автономной Республики Крым).

## Население
| 2001 | 2014 |
| ---- | ---- |
| 211  | ↘181 |

### Динамика численности
- 1989 год — 170 чел.[9]
- 2001 год — 211 чел.[10]
- 2001 год — 197 чел.[11]
- 2001 год — 181 чел.[12]

## Современное состояние
В Топольном 4 улицы, площадь, занимаемая селом, по данным сельсовета на 2009 год, 7,1 гектара, на которой в 76 дворах числилось 197 жителей.

## География
Село расположено на юге района, в первом продольном понижении Внутренней гряды Крымских гор, на речке Саблынка, в 3 км к северу от реки Альмы, высота центра села над уровнем моря 365 м. Расстояние до Симферополя примерно 24 километра (по шоссе), соседние сёла: Партизанское в 800 м на юг и Константиновка — в 1,5 км на северо-восток.

## История
Предшественником Топольного можно считать хутор «Мережские ставки», с источником и прудами, описанный Н. В. Рухловым в труде «Обзор речных долин горной части Крыма» 1915 года.
В послевоенное время на месте нынешнего села был организован совхоз Симферопольского райвоенкомата, которому решением Крымоблисполкома от 8 сентября 1958 года № 133 были присвоены название Топольное и статус посёлка Партизанского сельсовета. Указом Президиума Верховного Совета УССР «Об укрупнении сельских районов Крымской области», от 30 декабря 1962 года Симферопольский район был упразднён и село присоединили к Бахчисарайскому. 1 января 1965 года, указом Президиума ВС УССР «О внесении изменений в административное районирование УССР — по Крымской области», вновь включили в состав Симферопольского. Решением Крымского областного Совета депутатов трудящихся от 6 августа 1965 года № 675 Партизанский и Перовский сельские Советы объединены в Перовский и посёлок включили в состав нового сельсовета. По данным переписи 1989 года в посёлке проживало 170 человек. С 12 февраля 1991 года Топольное в восстановленной Крымской АССР, 26 февраля 1992 года переименованной в Автономную Республику Крым. Постановлением Верховной Рады Крыма от 19 декабря 2007 года посёлку Топольное присвоен статус села. С 21 марта 2014 года в составе Крыма аннексировано Россией.